# کوین آیموز
کوین آیموز (انگلیسی: Kévin Aymoz؛ زادهٔ ۱ اوت ۱۹۹۷) اسکیت‌باز نمایشی اهل فرانسه است.
او نماینده فرانسه در بازی‌های المپیک زمستانی ۲۰۲۲ بود.